# ساعت چنده؟ (فیلم)
ساعت چنده؟ (به ایتالیایی: Che ora è?) محصول ۱۹۸۹ ایتالیا فیلمی درام به کارگردانی اتوره اسکولا است.

## داستان فیلم
مارچلو، وکیل سالخورده و ساده رومی به دیدار پسرش میشل که از خدمت سربازی آمده می‌آید. دو مرد روز را با هم می‌گذرانند بدون اینکه میشل به انتظارات پدرش که بهتر می‌خواهد او را بشناسد پاسخ بدهد. شب فرا می‌رسد و مارچلو می‌بیند که زندگی پسرش مخالف آن چیزی است که او انتظار داشته‌است.